# Marco Bussetti
Marco Bussetti (Gallarate, Lombardía, Italia; 28 de mayo de 1962) es un político, profesor y entrenador de baloncesto italiano. Desde el día 1 de junio de 2018 hasta el 5 de septiembre de 2019 fue el ministro de Educación, Universidad e Investigación de la República Italiana, dentro del Primer Gobierno Conte.

## Biografía
Bussetti nació el 28 de mayo de 1962 en el municipio italiano de Gallarate, que está situado en la Región de Lombardía.
Se graduó con un voto cum laude 110/110 en Ciencias y Técnicas de Actividad Motora Preventiva y Adaptada por la Universidad Católica del Sagrado Corazón en la ciudad de Milán.
Tras finalizar sus estudios universitarios, comenzó a trabajar como Profesor de educación física en un instituto de secundaria y también durante ese tiempo ocupó varios cargos relacionados con el mundo del deporte a nivel regional. 
Seguidamente, fue el entrenador del equipo de baloncesto de su poblado natal, el Pallacanestro Gallaratese, que juego en la liga Serie C.
Desde 2014 fue el Gerente del Área Territorial de Milán en la Oficina Escolar Territorial de Milán, conocida bajo el antiguo nombre de "Provveditorato agli Studi".
También es autor de varias publicaciones sobre temas relacionados con el mundo escolar. 
Como candidato independiente, tras ser propuesto por la Liga Norte fue nombrado el 1 de junio de 2018 como Ministro de Educación, Universidad e Investigación de Italia, y pasó a formar parte del Primer Gobierno Conte.
Ha sido galardonado con el Premio América 2018 de la fundación cultural estadounidense en Italia, la «Fondazione Italia USA».